# Ranieri de' Calzabigi
Ranieri Simone Francesco Maria de' Calzabigi (Liorna, 23 desembre 1714 – Nàpols, juliol 1795) fou un poeta i llibretista italià, especialment famós per la seva col·laboració amb el compositor Christoph Willibald Gluck en les seves òperes de reforma.
Inicialment es va iniciar en els afers comercials, a fi d'ajudar el seu pare. Probablement seguí a Liorna els estudis literaris i a Pisa els científics. Amb el nom de Liburno Drepanio, fou membre de l'Acadèmia Etrusca de Cortona i de l'Acadèmia de l'Arcàdia. El 1743 prestà servei en un ministeri a Nàpols, on va començar a dedicar-se a l'activitat llibretística. Per mor de la seva implicació en un procés per enverinament hagué de deixar la ciutat i se'n va anar a París, on va conèixer Giacomo Casanova: els dos feren amistat i àdhuc realitzaren alguns negocis, entre els quals una loteria. En aquest període, Ranieri produí el poema heroicocòmica La Lulliade, una paròdia de la carrera de Jean-Baptiste Lully, una clara al·lusió a la problemàtica estètica i cultural de la Querelle des Bouffons. El 1755 publicà una reedició de les obres del seu amic Pietro Metastasio.
Després d'anar-se'n de França, el 1761 anà a Viena per a ocupar el càrrec de conseller a la Cambra dels Comtes dels Països Baixos i, més tard, el de conseller de S.M.I.R. Apostòlica ("Sa Majestat Imperial i Reial Apostòlica"). Gràcies a la intermediació del comte Giacomo Durazzo, el director del teatre de cort vienès, pogué conèixer Christoph Willibald Gluck i Gasparo Angiolini. Per a Gluck, escrigué tres llibrets d'òpera, Orfeo ed Euridice (1762), Alceste (1767) i Paride ed Elena (1770), i contribuí activament amb força i vigor, gràcies sobretot a la pròpia eficiència poètica, a l'així anomenada reforma gluckiana.
Successivament, arran d'un escàndol i per ordre de l'emperadriu Maria Teresa, hagué d'abandonar Viena. El 1774 s'establí a Pisa i el 1780 a Nàpols, on va escriure els seus dos darrers llibrets, Elfrida (1792) i Elvira (1794), tots dos musicats per Giovanni Paisiello. Participà en la vida literària de la ciutat fins a la mort; en la primera meitat dels anys vuitanta, fou un dels intel·lectuals que va conèixer Vittorio Alfieri, l'únic que el felicità, assegurant-li que, amb les seves òperes, havia posat el teatre italià al mateix nivell que el francès.